# Шмитсон, Анон
Анон Шмитсон (нем. Anon Schmitson) — фигурист из Германии, серебряный призёр первого чемпионата Европы 1891 года, победитель первого чемпионата  Германии (1891 года) в мужском одиночном катании.

## Спортивные достижения

### Мужчины
| Соревнования/Сезоны | 1891 |
| ------------------- | ---- |
| Чемпионаты Европы   | 2    |
| Чемпионаты Германии | 1    |